# Nhà thờ Thánh Michael Tổng lãnh thiên thần ở Čunovo
Nhà thờ Thánh Michael Tổng lãnh thiên thần ở Čunovo (tiếng Slovakia: Kostol svätého Michala archanjela v Čunovo) là một nhà thờ được xây dựng vào nửa sau thế kỷ 18 theo phong cách kiến trúc Baroque. Vào ngày 11 tháng 12 năm 1985, nhà thờ Thánh Tổng lãnh thiên thần Micae ở Čunovo được ghi danh vào Danh sách Di tích Trung ương theo quyết định của Bộ Văn hóa Cộng hòa Slovakia.

## Lịch sử
Theo cấu trúc hiện tại của nhà thờ, có thể thấy rõ ràng rằng tòa nhà được xây dựng trong ít nhất hai giai đoạn. Trong giai đoạn xây dựng đầu tiên, các bức tường đá được xây dựng ở phía bắc và phía nam của nhà thờ. Trên các bức tường đá này có nhiều bức tranh trang trí. Trong giai đoạn xây dựng thứ hai, gian giữa và tháp chuông được xây dựng bổ sung vào nhà thờ. Ngoài ra, cung thánh và phòng giải tội có lẽ cũng được xây trong cùng một giai đoạn.
Dựa trên số lượng lớp sơn phủ trên các bức tường ban đầu và dựa trên việc đánh giá các mảng màu trang trí, có thể xác định rằng giai đoạn xây dựng đầu tiên của nhà thờ diễn ra trong thời kỳ Phục hưng, cụ thể là vào nửa sau thế kỷ 16 hoặc nửa đầu thế kỷ 17, sau sự xuất hiện của những người nhập cư từ Croatia.